# Guichenotia alba
Guichenotia alba är en malvaväxtart som beskrevs av G.J. Keighery. Guichenotia alba ingår i släktet Guichenotia och familjen malvaväxter. Inga underarter finns listade i Catalogue of Life.